# اوکیناوا الکتریک
اوکیناوا الکتریک (انگلیسی: Okinawa Electric) شرکت برق ژاپنی است، که در سال ۱۹۷۲ تأسیس شد.